# Antonio Balaguer Ruiz
Antonio Balaguer Ruiz: Abogado, político y banquero oriolano. 
Nació en Orihuela en 1886 donde desarrolló toda su actividad profesional y política. Estudió en el colegio Santo Domingo de los padres Jesuitas de 1899 a 1903. En 1908 se licenció en Derecho por la Universidad de Valladolid.
Políticamente estuvo ligado a la derecha católica de la época. En 1930 constituyó junto con un reducido grupo de oriolanos la unión monárquica local donde surgió el comité local de derechas. Así mismo fue promotor de la unión agraria de la provincia de Alicante. Ostentó  hasta en cuatro ocasiones (1918, 1922, 1930 y 1931) la alcaldía de Orihuela, dos por votación y otras dos por Real orden, siendo el último alcalde monárquico de Orihuela, cesando voluntariamente por la proclamación de la II república pese a ganar las elecciones. Las crónicas de la época lo definen como “un ferviente católico, gobernante honesto y enérgico, intrépido y sincero, con vocación política irresistible”  y otros como "un integrista católico de derechas." También fue diputado provincial en 1923 por el municipio de Orihuela y Dolores.
En su actividad como empresario se caracterizó por estar asociado a la banca local de tipo católico. Fue presidente y uno de los fundadores de la federación de sindicatos agrícolas de Orihuela, origen de la actual caja rural central de Orihuela de la que ostentó la presidencia y dirección general. A su vez ocupó la presidencia de la banca familiar “Sucesores de jose Balaguer” que fue absorbida en el año 1952 por el Banco Bilbao(actual BBVA).    Fuera de la Banca destacó por ser Presidente de la empresa Sedas Orihuela. y Gerente de la sociedad industrial la oriolana,  que tenía arrendado el alumbrado público de la ciudad. Su actividad como empresario le llevó a ocupar la presidencia de la cámara de comercio e industria de Orihuela de 1923 a 1924.
Profesionalmente ejerció como abogado en Orihuela fundando el despacho Balaguer Abogados. Si bien, como se ha expuesto, tuvo una intensa carrera política y empresarial, nunca dejó de lado su faceta profesional y ejerció hasta su muerte como abogado en Orihuela, posicionando su despacho como uno de los más importantes de la comarca de la Vega Baja del Segura y siendo el origen de una prolija generación familiar de abogados de Orihuela, prueba de ello es que el despacho que fundó, Balaguer Abogados, sigue en activo tras más de 100 años de su fundación a través de distintas generaciones familiares que le han ido sucediendo: José Balaguer Balaguer, José Balaguer Rodríguez De vera y Antonio María Balaguer Paredes, todos ellos abogados en Orihuela y ejercientes en Balaguer Abogados.
A nivel social ha sido una figura muy reconocida tanto por su faceta de abogado de Orihuela como por su actividad política y empresarial. Da nombre a una plaza y calle en la ciudad de Orihuela y a una calle en la partida Oriolana de La Murada por ser uno de los impulsores de que, a través de la compañía de riesgos de levante llegara el agua a la partida oriolana de la murada, a cuyo acto inaugural asistió Alfonso XIII. Fue uno de los primeros Alcaldes de España que se preocupó por regular la prostitución a través del Reglamento Municipal de las Casas de Prostitución. Fue caballero cubierto porta estandarte en la procesión del santo entierro de Cristo. Durante uno de sus mandatos como Alcalde se solicitó a la Santa Sede la declaración Canónica de la actual patrona de Orihuela Nuestra Señora de Monserrate.
Falleció en Orihuela el 6 de julio de 1946.